# قاضی (فیلم ۱۹۶۰)
قاضی (سوئدی: Domaren) فیلمی به کارگردانی آلف خوباریا است که در سال ۱۹۶۰ منتشر شد. از بازیگران آن می‌توان به اینگرید تولین و گئورگ ارلین اشاره کرد.